# Il posto giusto
Il posto giusto è un talk show di approfondimento giornalistico, in onda su Rai 3 il sabato alle 9:30 dal 1º marzo 2015.

## Il programma
Il programma, prodotto dalla Rai in collaborazione con ANPAL e il ministero del lavoro e delle politiche sociali, è un talk show che tratta temi riguardanti la formazione professionale e il mercato del lavoro.
In ogni puntata, dopo ogni servizio intervengono ospiti quali formatori, orientatori ed esperti di politiche sociali, che commentano colloqui di lavoro indicando le strategie migliori da adottare di fronte all'incontro con un selezionatore oltre a raccontare storie riguardanti professioni innovative e in ascesa.

## Edizioni
| Edizione | Conduzione             | Periodo          | Periodo        | Puntate | Rete  | Regia               |
| Edizione | Conduzione             | Inizio           | Fine           | Puntate | Rete  | Regia               |
| -------- | ---------------------- | ---------------- | -------------- | ------- | ----- | ------------------- |
| 1ª       | Rebecca Vespa Berglund | 1º marzo 2015    | 20 marzo 2016  | 32      | Rai 3 | Maria Pia Ronconi   |
| 2ª       | Federico Ruffo         | 20 novembre 2016 | 23 aprile 2017 | 20      | Rai 3 | Max Di Nicola       |
| 3ª       | Federico Ruffo         | 19 novembre 2017 | 22 aprile 2018 | 21      | Rai 3 | Max Di Nicola       |
| 4ª       | Federico Ruffo         | 11 novembre 2018 | 7 aprile 2019  | 20      | Rai 3 | Max Di Nicola       |
| 5ª       | Federico Ruffo         | 10 novembre 2019 | 12 luglio 2020 | 21      | Rai 3 | Max Di Nicola       |
| 6ª       | Giampiero Marrazzo     | 30 gennaio 2021  | 3 luglio 2021  | 20      | Rai 3 | Max Di Nicola       |
| 7ª       | Giampiero Marrazzo     | 27 febbraio 2022 | 31 luglio 2022 | 20      | Rai 3 | Max Di Nicola       |
| 8ª       | Giampiero Marrazzo     | 5 febbraio 2023  | 25 giugno 2023 | 20      | Rai 3 | Claudio Del Signore |

## Crediti
Il programma è realizzato dalla Direzione di Produzione TV della Rai CPTV di Torino.